# Thomas Nilsson (travtränare)
Thomas William Nilsson, född 3 april 1947 i Malmö i Skåne län, är en svensk före detta travkusk och travtränare. Han är mest känd som tränare och kusk till Legolas och som segerkusk bakom Mack Lobell då denne tog sin andra seger i Elitloppet (1990).

## Karriär

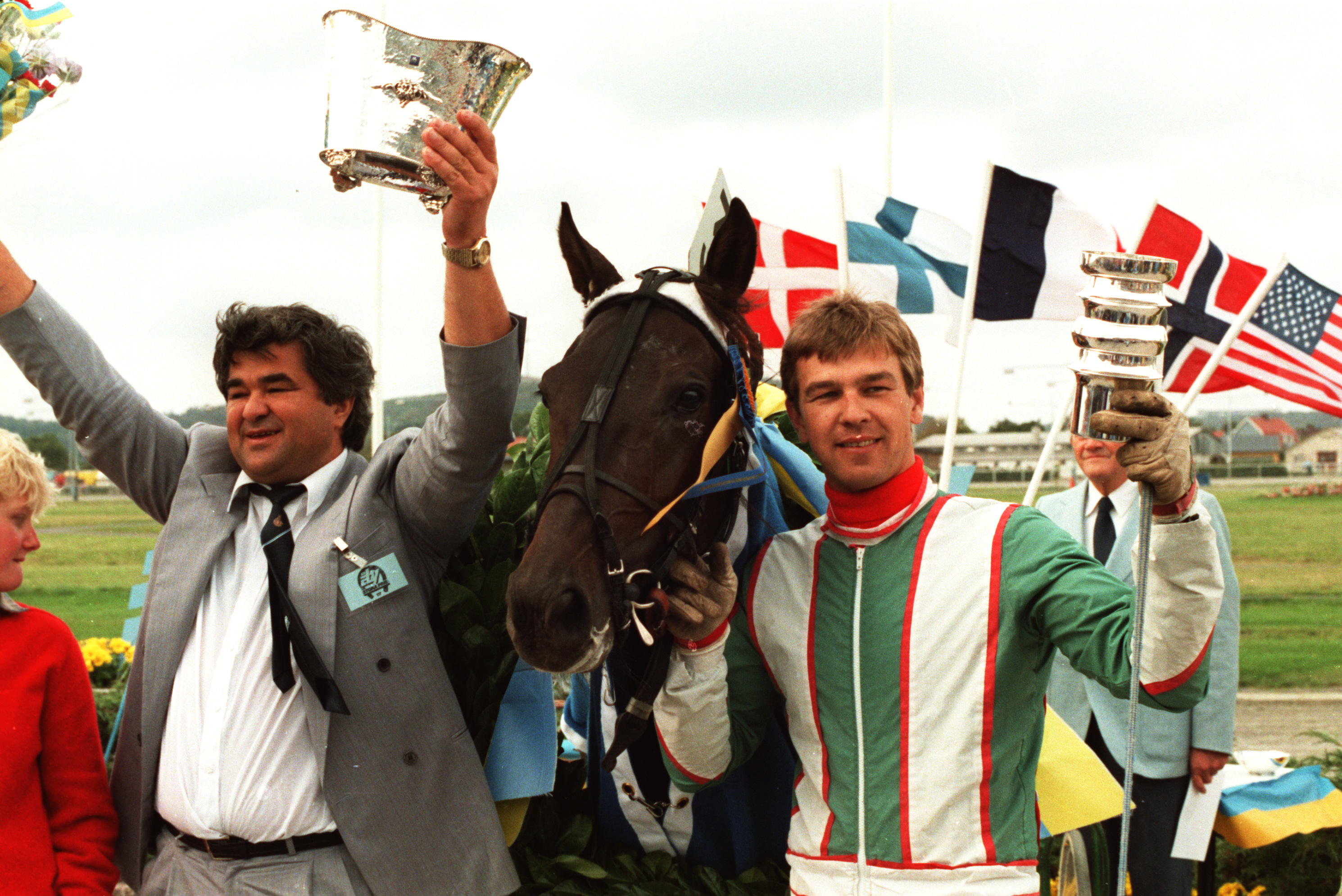
Nilsson (till höger) tillsammans med Legolas och ägaren Marko Anic (till vänster) efter att ha vunnit Åby Stora Pris 1983.

Tillsammans med Legolas har Nilsson bland annat segrat i Åby Stora Pris (1983) och kommit på andra plats i International Trot (1983).
Han har även deltagit i två upplagor av Elitloppet på Solvalla. 1985 deltog han tillsammans med Legolas, och ekipaget kom på femte plats i kvalheatet, och kvalificerade sig därmed inte till final.
1988 tog han sin 1000:e kuskseger, och blev därmed medlem i "tusenklubben". Under hela karriären tog han totalt 1 493 segrar.
I 1990 års upplaga av Elitloppet sattes Nilsson upp som kusk bakom Mack Lobell, tränad av John-Erik Magnusson. Ekipaget startade från spår 1 i det första kvalheatet, och var redan då storfavoriter att segra i finalheatet. Ekipaget vann sitt kvalheat och fick sedan startspår 2 i finalheatet. Mack Lobell var favoritspelad till 1,59 gånger pengarna, före oddstvåan Peace Corps, tränad och körd av Stig H. Johansson. Nilsson och Mack Lobell segrade på tiden 1.11,0.
Nilsson avslutade sin tränarkarriär 2002, men har på senare år deltagit i "legendloppet" Ahlsell Legends på Solvalla. Han har även varit travexpert i travsändningar i TV.
Under 2020 drabbades Nilsson av cancer i skelettet.